# بخش لاهور
بخش لاهور (به انگلیسی: Lahore Division) یک منطقهٔ مسکونی در پاکستان است. بخش لاهور ۱۹٬۳۹۸٬۰۸۱ نفر جمعیت دارد.